# NGC 978B
NGC 978B је лентикуларна галаксија у сазвежђу Троугао која се налази на NGC листи објеката дубоког неба.
Деклинација објекта је + 32° 50' 33" а ректасцензија 2h 34m 48,1s. Привидна величина (магнитуда) објекта NGC 978 износи 14,5 а фотографска магнитуда 15,5. NGC 978B је још познат и под ознакама MCG 5-7-17, KCPG 71B, PGC 9823.